# Holland Heineken House

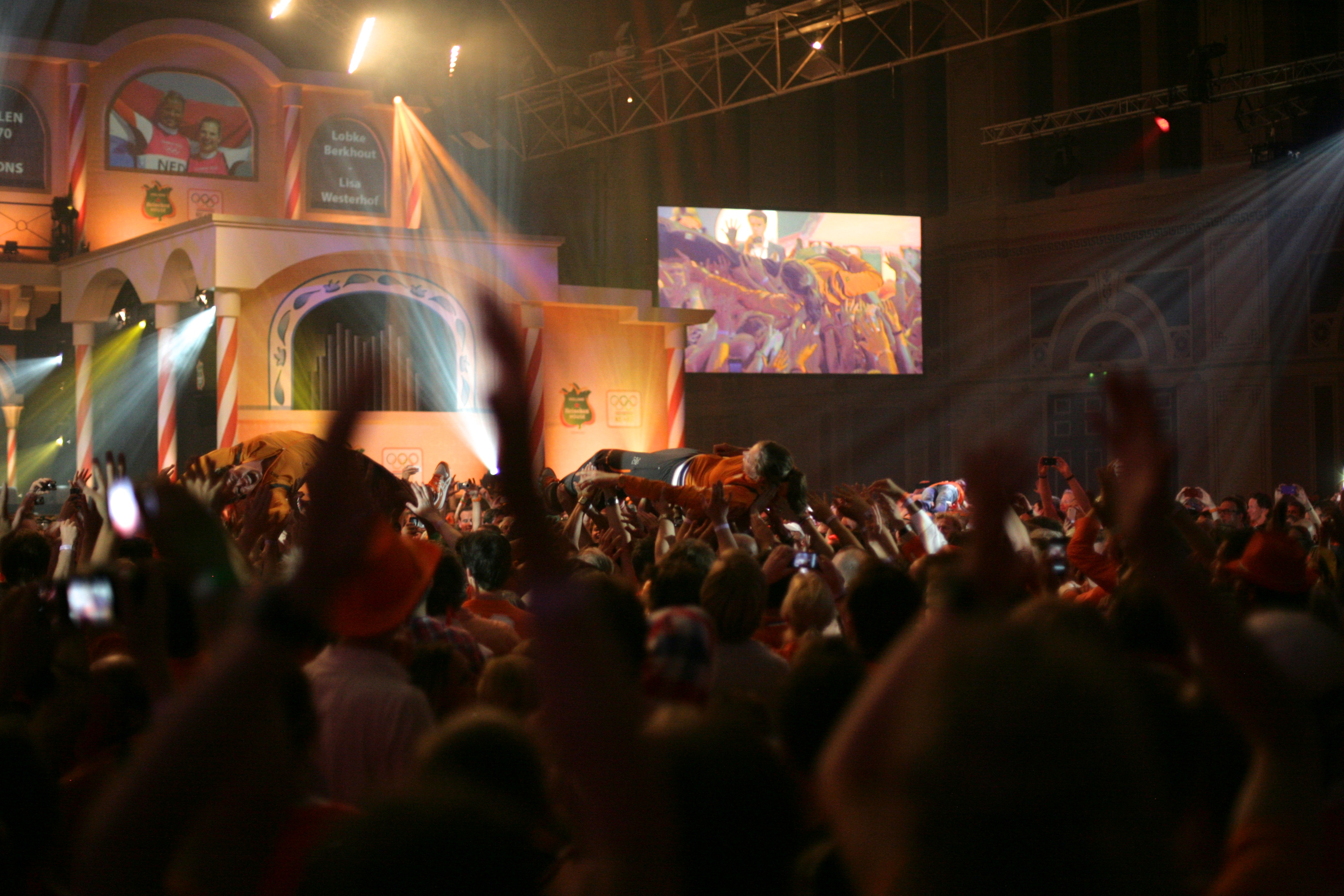
Huldiging van Lobke Berkhout en Lisa Westerhof in het Holland Heineken Huis 2012

Het Holland Heineken House, ook wel het Holland Heineken Huis, was een tijdelijke ontmoetingsplaats bij de Olympische Spelen voor de olympische sporters uit Nederland en de aanwezige achterban. Het bestaat als zodanig sinds 1992 in Barcelona en is bij daaropvolgende Olympische Zomerspelen en Winterspelen steeds weer in de desbetreffende olympische stad ingericht met steun van hoofdsponsor Heineken, NOC*NSF en anderen.
De naam Holland Heineken House is gekozen vanwege de alliteratie en de belangen van de sponsor. In 1992 is het Holland Heineken House voor het eerst als zodanig van de grond gekomen bij de Olympische Zomerspelen in Barcelona. Het werd opgezet om Nederlandse sporters bij Olympische Spelen een eigen plek te geven en binding met andere Nederlandse aanwezigen tijdens het sportevenement mogelijk te maken. Het werd uitgebouwd tot een ontmoetingsplaats met supporters en fans en een basis voor NOC*NSF, het bedrijfsleven en de media. Vanaf de Spelen van 2024 wordt het Holland Heineken House echter vervangen door een Team NL-huis, aangezien de NOC*NSF het huis vanaf dat jaar zelf sponsort in plaats van Heineken.

## Door de jaren
Het huis werd ingericht bij Olympische Spelen in Barcelona in 1992, Lillehammer in 1994 , Atlanta in 1996, Nagano in 1998, Sydney in 2000, Salt Lake City in 2002 en Athene in 2004. Bij de Winterspelen in Turijn (2006) was er een ijsbaan te gebruiken.
Ook in Peking (China) in 2008 op de Zomerspelen in Peking was een Holland Heineken House. Het stond dicht bij het Workers Stadium. Het werd op 7 augustus 2008 geopend door Erica Terpstra, voorzitter NOC*NSF en Charlene de Carvalho-Heineken, grootaandeelhoudster van Heineken Holding. Prins Willem-Alexander en enkele Chinese hoogwaardigheidsbekleders woonden de ceremonie bij.
Tijdens de Winterspelen in Vancouver in 2010 werd voor het Holland Heineken House gebruikgemaakt van de Richmond Minoru Arenas in de net buiten Vancouver gelegen stad Richmond, in de nabijheid van de Richmond Olympic Oval. Ook hier nam Prins Willem-Alexander deel aan de festiviteiten.
Tijdens de Zomerspelen in London in 2012 werd gebruikgemaakt van het Alexandra Palace. 

### Sotsji 2014
Het Holland Heineken House lag aan de rand van Olympisch Park Sotsji. Tijdens de Paralympische Winterspelen 2014 was er in Hotel Heliopark Free Style in Estosadok (ten oosten van Krasnaja Poljana) een Hollandse Huiskamer.

### Rio 2016
Het Holland Heineken House bevond zich in de Clube Monte Libano, in het hart van Rio de Janeiro, op loopafstand van de bekende venues aan de Lagoa Rodrigo de Freitas en was ook goed te bereiken met het openbaar vervoer.

### Pyeongchang 2018
Het Holland Heineken House bevond zich in Gangneung op enkele kilometers van de Olympische schaatsbaan.

### Tokio 2021 (oorspronkelijke gepland voor 2020) en Peking 2022
Tijdens de Olympische Zomerspelen van 2020(gehouden in 2021) en de Olympische Spelen van 2022 werd het Holland Heineken House niet georganiseerd op de Spelen zelf vanwege de coronapandemie die in 2020 uitbrak. Als gevolg hiervan mochten er geen buitenlanders naar deze Spelen afreizen en werden de Spelen zonder publiek gehouden. Het Holland Heineken House werd daarom twee keer in Nederland gehouden. Het Holland Heineken House stond tijdens de Olympische Zomerspelen van 2020 op het strand van Scheveningen, waar voor het thuisblijvende Nederlandse publiek het Olympic Festival werd gehouden. Hier kwamen ook de Nederlandse medaillewinnaars nadat zij uit Tokio terugkwamen en werden zij gehuldigd. Tijdens de Olympische Winterspelen van 2022 werd het Holland Heineken House in Amsterdam georganiseerd tijdens de huldiging van de Olympische Medaillewinnaars.

## Trivia
- De benaming Holland Heineken House doet zijn naam ook eer aan vanwege de vele 'house'-muziek, een muziekstroming die zeker in de jaren 1990 opgang deed en er gedraaid werd; vanwaar varianten als trance en dance ook vanuit Nederland hun weg naar de rest van de wereld wisten te vinden.
- Ook andere landen kennen dergelijke eigen 'huizen' tijdens de Olympische Spelen. Veelal zijn deze niet zo breed opgezet en meer een promotie- en informatieplek voor het desbetreffende land c.q. bedrijfstak.
- Tijdens de Spelen in Peking werd het huis dusdanig drukbezocht dat het nodig was om soms tijdelijk een toegangsstop in te stellen.
- Vanaf de Spelen van 2000 in Sydney tot en met de Spelen van 2016 in Rio werd de ochtendshow van Radio 538 gedurende de Spelen live uitgezonden vanuit het Holland Heineken House. Hiervoor werd in het huis een speciale radiostudio gebouwd. Hier volgden de presentatoren van de ochtendshow, die speciaal hiervoor afreisden naar de Spelen, de Nederlandse deelnemers aan de Spelen en ontvingen ze diverse gasten en medaillewinnaars. Van 2000 t/m 2018 zat Edwin Evers in deze studio met zijn ochtendprogramma Evers Staat Op. In 2020 zou zijn opvolger Frank Dane in deze studio plaatsnemen met zijn ochtendshow en op deze manier de traditie voortzetten, maar dat was niet mogelijk vanwege de coronapandemie die in 2020 uitbrak. Als alternatief presenteerde hij daarom zijn ochtendshow tijdens de Spelen in Nederland, op het in Scheveningen gehouden Olympic Festival. Vanaf de Spelen van 2024 zal niet Radio 538, maar Qmusic deze traditie voortzetten, aangezien zij vanaf dat jaar TeamNL sponsoren. De presentatoren van de ochtendshow van deze zender zullen dan naar de Spelen afreizen, twee weken lang live uitzenden vanuit het Team NL-huis en gasten en medaillewinnaars ontvangen.[4]